# Microsoft Research
Microsoft Research (MSR) est une division de Microsoft spécialisée dans la recherche en informatique créée en 1991.

## Laboratoires de recherche
- Microsoft Research Silicon Valley, situé à Mountain View, en Californie, a été fondé en août 2001 et fermé en septembre 2014.
- Microsoft Research Redmond a été fondé sur le campus de Microsoft Redmond en 1991.
- Microsoft Research Cambridge a été fondé au Royaume-Uni en 1997 par Roger Needham.
- Microsoft Research Asia a été fondé à Pékin en novembre 1998.
- Microsoft Research India est situé à Bengalore.
- Microsoft Research Station Q, sur le campus de l'université de Californie à Santa Barbara, a été fondée en 2005.
- Microsoft Research New England a été créé en 2008 à Cambridge, dans le Massachusetts, à côté du campus du MIT, par Jennifer Chayes, qui dirige également les laboratoires de New York et de Montréal.
- Microsoft Research New York City a été créé le 3 mai 2012.
- Microsoft Research Montreal a été créé après l'acquisition de Maluuba par Microsoft en 2017[1].

## Quelques chercheurs ayant travaillé ou travaillant pour Microsoft Research
- Nathan Myhrvold, fondateur de Microsoft Research,
- Danah Boyd, chercheuse en chef et fondatrice de Data & Society Research Institute[2],
- Hanna Wallach, chercheuse senior,
- C.A.R. Hoare, lauréat 1980 du prix Turing,
- Butler Lampson, lauréat 1992 du prix Turing,
- Michael Freedman, médaille Fields 1986,
- James Blinn, prix MacArthur en juillet 1991,
- Jim Gray, lauréat 1998 du prix Turing,
- Leslie Lamport, lauréat 2000 du prix Dijkstra,
- Charles P. Thacker, lauréat 2009 du prix Turing,
- Madhu Sudan, lauréat 2001 du prix Gödel et lauréat 2002 du prix Nevanlinna,
- Leonardo de Moura, lauréat 2019 du prix Herbrand,
- Neeraj Kayal, lauréat des prix Gödel (2006), Fulkerson (2006) et Infosys (2021),
- Allan Sly, lauréat des prix Wolfgang-Döblin (2016), MacArthur (2018) et Loève (2019).